# Fruela II d'Astúries
Fruela II d'Astúries, dit el Leprós (v 875 - 925), fou rei d'Astúries (910-925) i rei de Lleó i Galícia (924-925).

## Orígens familiars
Fill tercer d'Alfons III d'Astúries i la seva esposa, Ximena de Pamplona. Fou el germà petit de Garcia I de Lleó i Ordoni I de Galícia.

## Núpcies i descendents
Vers el 911 es casà amb Nunilo Ximena, probablement filla de Ximeno II de Navarra. Posteriorment es casà amb Urraca bint Abd-Al·lah, filla d'Abdallah Ibn Muhammed, valí de Toledo
Tingué 6 fills:
- l'infant Ordoni de Lleó (?-932)
- l'infant Alfons Froilaz, rei de Galícia
- l'infant Ramir de Lleó (?-932)
- l'infant Eudo de Lleó
- la infanta Fortia de Lleó, abadessa a Lugo
- la infanta Urraca de Lleó

## Regnat
En el repartiment del regne d'Astúries a la mort d'Alfons III (910), que va acordar amb Garcia i Ordoni, li va correspondre el territori d'Astúries, el vessant septentrional de la serralada Cantàbrica, mentre els altres dos van rebre Lleó i Galícia, respectivament. Fruela va romandre a Astúries potser reconeixent certa sobirania al rei de Lleó.
A la mort d'Ordoni II, que havia succeït a Garcia al tron de Lleó, Fruela va passar a ser rei de forma immediata i sense dificultats, malgrat que el difunt havia tingut fills que eren prou grans per poder heretar la corona. Tanmateix, que el successor fos Fruela s'explica per un pacte que degué haver-hi entre els tres germans quan es van repartir el regne.
El seu regnat va ser molt breu, poc més d'un any, durant el qual va mantenir una actitud de pacifisme, possiblement influït pels seus anys de regnat en pau a Astúries, a diferència del seu germà Ordoni II, que havia hagut de combatre contínuament els musulmans.

## Mort
Va morir de lepra un any després d'accedir al tron de Lleó.
La seva mort va provocar una crisi successòria traduïda en l'enfrontament dels seus fills. El més gran, Alfons, intentà fer-se amb el tron de Lleó amb el suport dels seus germans. Tanmateix, els seus interessos van topar amb els fills d'Ordoni II, els quals havien estat amagats entre la noblesa gallega. L'enfrontament entre cosins va acabar amb la victòria dels segons, que a banda de la noblesa gallega, comptaven també amb el suport de Sanç Garcés de Pamplona i l'aristocràcia portuguesa. No obstant això, no hi hagué concòrdia entre els vencedors, i malgrat els intents de Sanç, fill gran d'Ordoni II, de fer valer la primogenitura, va ser el fill segon, Alfons, gràcies a les tropes del seu sogre, el rei de Pamplona, que va aconseguir ser reconegut monarca de Lleó.
A Galícia, en canvi, va regnar Alfons Froilaz durant dos anys.